# Cupelopagis vorax
Cupelopagis vorax is een raderdiertjessoort uit de familie Atrochidae. De wetenschappelijke naam van deze soort is voor het eerst geldig gepubliceerd in 1857 door Leidy.